# Ногейра, Лукас
Лукас Рива Амаранте Ногейра (порт. Lucas Riva Amarante Nogueira; родился 26 июля 1992 года в Сан-Гонсалу, Рио-де-Жанейро, Бразилия) — бразильский бывший профессиональный баскетболист, игравший на позиции центрового. Был выбран в первом раунде под общим 16-м номером на драфте НБА 2013 года клубом «Бостон Селтикс».

## Ранняя жизнь
Ногейра выступал за «Эстудиантес» в лиге ACB с 2009 года. 27 июня 2013 года, в день драфта, его контракт с «Эстудиантес» был продлен до июня 2015 года.

## НБА
27 июня 2013 года Ногейра был выбран под 16-м номером на драфте НБА 2013 года командой «Бостон Селтикс» от имени «Даллас Маверикс», затем обменян в «Атланта Хокс», а позднее в «Торонто Рэпторс».

## Статистика

### Статистика в НБА
| Сезон                                                                                    | Команда | Регулярный сезон | Регулярный сезон | Регулярный сезон | Регулярный сезон | Регулярный сезон | Регулярный сезон | Регулярный сезон | Регулярный сезон | Регулярный сезон | Регулярный сезон | Регулярный сезон | Серия плей-офф | Серия плей-офф | Серия плей-офф | Серия плей-офф | Серия плей-офф | Серия плей-офф | Серия плей-офф | Серия плей-офф | Серия плей-офф | Серия плей-офф | Серия плей-офф |
| Сезон                                                                                    | Команда | GP               | GS               | MPG              | FG%              | 3P%              | FT%              | RPG              | APG              | SPG              | BPG              | PPG              | GP             | GS             | MPG            | FG%            | 3P%            | FT%            | RPG            | APG            | SPG            | BPG            | PPG            |
| ---------------------------------------------------------------------------------------- | ------- | ---------------- | ---------------- | ---------------- | ---------------- | ---------------- | ---------------- | ---------------- | ---------------- | ---------------- | ---------------- | ---------------- | -------------- | -------------- | -------------- | -------------- | -------------- | -------------- | -------------- | -------------- | -------------- | -------------- | -------------- |
| 2014/15                                                                                  | Торонто | 6                | 0                | 3,9              | 25,0             | -                | 50,0             | 1,8              | 0,2              | 0,3              | 0,0              | 1,0              | Не участвовал  | Не участвовал  | Не участвовал  | Не участвовал  | Не участвовал  | Не участвовал  | Не участвовал  | Не участвовал  | Не участвовал  | Не участвовал  | Не участвовал  |
| 2015/16                                                                                  | Торонто | 29               | 1                | 7,7              | 63,6             | 33,3             | 53,3             | 1,6              | 0,2              | 0,4              | 0,4              | 2,2              | 5              | 0              | 5,8            | 75,0           | -              | -              | 1,6            | 0,0            | 0,0            | 0,0            | 1,2            |
| 2016/17                                                                                  | Торонто | 57               | 6                | 19,1             | 66,0             | 25,0             | 65,7             | 4,3              | 0,7              | 0,9              | 1,6              | 4,4              | 3              | 0              | 2,3            | 50,0           | -              | 50,0           | 1,7            | 0,0            | 0,0            | 0,0            | 1,0            |
| 2017/18                                                                                  | Торонто | 49               | 3                | 8,5              | 61,3             | 26,3             | 67,9             | 1,8              | 0,4              | 0,5              | 0,9              | 2,5              | 5              | 0              | 4,8            | 0,0            | -              | 50,0           | 0,2            | 0,2            | 0,0            | 0,0            | 0,2            |
|                                                                                          | Всего   | 141              | 10               | 12,4             | 63,2             | 26,5             | 64,0             | 2,8              | 0,5              | 0,6              | 1,0              | 3,2              | 13             | 0              | 4,6            | 57,1           | -              | 50,0           | 1,1            | 0,1            | 0,0            | 0,0            | 0,8            |
| Наведите курсор мыши на аббревиатуры в заголовке таблицы, чтобы прочесть их расшифровку. |         |                  |                  |                  |                  |                  |                  |                  |                  |                  |                  |                  |                |                |                |                |                |                |                |                |                |                |                |

### Статистика в Джи-Лиге
| Сезон                                                                                    | Команда            | Регулярный сезон | Регулярный сезон | Регулярный сезон | Регулярный сезон | Регулярный сезон | Регулярный сезон | Регулярный сезон | Регулярный сезон | Регулярный сезон | Регулярный сезон | Регулярный сезон | Серия плей-офф | Серия плей-офф | Серия плей-офф | Серия плей-офф | Серия плей-офф | Серия плей-офф | Серия плей-офф | Серия плей-офф | Серия плей-офф | Серия плей-офф | Серия плей-офф |
| Сезон                                                                                    | Команда            | GP               | GS               | MPG              | FG%              | 3P%              | FT%              | RPG              | APG              | SPG              | BPG              | PPG              | GP             | GS             | MPG            | FG%            | 3P%            | FT%            | RPG            | APG            | SPG            | BPG            | PPG            |
| ---------------------------------------------------------------------------------------- | ------------------ | ---------------- | ---------------- | ---------------- | ---------------- | ---------------- | ---------------- | ---------------- | ---------------- | ---------------- | ---------------- | ---------------- | -------------- | -------------- | -------------- | -------------- | -------------- | -------------- | -------------- | -------------- | -------------- | -------------- | -------------- |
| 2014/15                                                                                  | Форт-Уэйн Мэд Энтс | 4                | 0                | 20,1             | 42,9             | 0,0              | 50,0             | 10,0             | 0,8              | 0,8              | 2,0              | 8,3              | Не участвовал  | Не участвовал  | Не участвовал  | Не участвовал  | Не участвовал  | Не участвовал  | Не участвовал  | Не участвовал  | Не участвовал  | Не участвовал  | Не участвовал  |
| 2015/16                                                                                  | Рэпторс 905        | 11               | 6                | 25,2             | 57,0             | 25,0             | 76,2             | 6,6              | 2,9              | 0,7              | 1,7              | 9,9              | Не участвовал  | Не участвовал  | Не участвовал  | Не участвовал  | Не участвовал  | Не участвовал  | Не участвовал  | Не участвовал  | Не участвовал  | Не участвовал  | Не участвовал  |
|                                                                                          | Всего              | 15               | 6                | 23,8             | 53,3             | 23,1             | 64,1             | 7,5              | 2,3              | 0,7              | 1,8              | 9,5              | Не участвовал  | Не участвовал  | Не участвовал  | Не участвовал  | Не участвовал  | Не участвовал  | Не участвовал  | Не участвовал  | Не участвовал  | Не участвовал  | Не участвовал  |
| Наведите курсор мыши на аббревиатуры в заголовке таблицы, чтобы прочесть их расшифровку. |                    |                  |                  |                  |                  |                  |                  |                  |                  |                  |                  |                  |                |                |                |                |                |                |                |                |                |                |                |